# متعددة النووانيات
متعددة النووانيات (الاسم العلمي: Polynucleobacter) هي جنس من البكتيريا، سلبية الغرام، تتبع فصيلة البيركهولدرات.